# 桑木務
桑木 務（くわき つとむ、1913年6月25日 - 2000年2月15日）は、日本の哲学者。

## 経歴
1913年、福岡県遠賀郡戸畑町（現・北九州市戸畑区）に科学史家の桑木彧雄の子として生まれた。1931年に福岡県中学修猷館を卒業し、旧制福岡高等学校文科甲類に進んだ。旧制福岡高等学校時代、滝沢克己にギリシア語を習う。1934年に高等学校を卒業し、九州帝国大学文学部哲学科に進学。鹿子木員信、矢崎美盛らの下で学び、1937年に卒業した。
1938年、母校の九州帝国大学の助手に採用された。1939年、日独交換留学生としてドイツに留学。マルティン・ハイデッガーの下で学んだ。ほどなく第二次世界大戦が始まり、1941年からはフィンランドのヘルシンキ大学日本学講座客員教授となり、1944年に帰国した。
戦後は共立女子大学教授、中央大学教授を務めた。1986年、勲三等瑞宝章を受章。

## 研究内容・業績
翻訳した岩波文庫版『存在と時間』は約半世紀にわたり読まれた。

## 家族・親族
- 父方祖父・桑木愛信 ‐ 加賀藩士
- 父：桑木彧雄は科学史家。
- 父方伯父：桑木厳翼は哲学者で、カント研究者。岳父に男爵安東貞美
- 妻・土思子 ‐ 須磨弥吉郎の長女
- 孫：桑木晋。

## 著作
著書
- 『大学の理念』小峰書店 1953
- 『倫理学初歩』創元社(創元選書) 1953
  - 改訂増補 1983
- 『哲学の世界』学芸書房 1954
  - 酒井書店 1959
- 『学生と思索』河出新書 1955
- 『大戦下の欧州留学生活 ある日独交換学生の回想』中公新書 1981
- 『ヨーロッパの哲学者たち 哲学と医学の接点』北樹出版(フマニタス選書) 1989
- 『哲学するこころみ』編著 北樹出版(現代思想選書) 1993
- 『終戦あと始末』愛文書林 2001 (私家版)

訳書
- 『大学の本質』カール・ヤスパース（共訳）新潮社 1954
- 『ヒューマニズムについて』ハイデガー 角川文庫 1958
- 『存在と時間 ハイデガー』岩波文庫 全3巻 1960-1963